# See the Light (Less Than Jake)
See the Light è il nono album studio del gruppo ska punk statunitense Less Than Jake. È stato pubblicato il 12 novembre 2013 dalla Fat Wreck Chords

## Tracce
1. Good Enough – 2:50
2. My Money is on the Long Shot – 2:55
3. Jump – 3:01
4. The Loudest Songs – 2:28
5. Do the Math – 3:17
6. Bless the Cracks – 3:18
7. John the Baptist Bones – 2:30
8. American Idle – 3:28
9. The Troubles – 2:25
10. Give Me Something to Believe In – 2:45
11. Sunstroke – 3:09
12. A Short History Lesson – 1:50
13. Weekends All Year Long – 2:43

## Formazione
- Chris Demakes - voce e chitarra
- Roger Manganelli - basso e seconda voce
- Vinnie Fiorello - batteria
- Buddy "Goldfinger" Schaub - trombone, basso
- Peter "JR" Wasilewski - sassofono